# Stêphanô Tri Bửu Thiên
Stêphanô Tri Bửu Thiên (sinh 1950) là một Giám mục của Giáo hội Công giáo tại Việt Nam. Ông từng đảm trách vai trò Giám mục chính tòa của Giáo phận Cần Thơ và đảm nhiệm vai trò này từ năm 2010 đến năm 2025 thì nghỉ hưu. Khẩu hiệu Giám mục của ông là "Ðến với muôn dân". Trong Hội đồng Giám mục Việt Nam, giám mục Tri Bửu Thiên giữ chức Chủ tịch Ủy ban Thánh Nhạc trong hai nhiệm kỳ liên tiếp, từ năm 2004 đến năm 2010. Hiện nay, ông phụ trách vấn đề Đối thoại Liên tôn trực thuộc Hội đồng Giám mục Việt Nam, nhiệm kỳ 2019-2022 (từ nhiệm kỳ 2022 được gọi là "Văn phòng").
Giám mục Tri Bửu Thiên sinh ra tại Sóc Trăng, từ thuở thiếu thời đã đi theo con đường tu học trong các Chủng viện Công giáo. Sau khoảng thời gian dài tu học cũng như gián đoạn, năm 1987, ông được truyền chức linh mục. Sau khi lần lượt đảm nhận nhiều chức vụ khác nhau như quản giáo họ Xuân Hòa, giáo sư Chủng viện, ông được cử đi du học Rôma và tốt nghiệp Tiến sĩ Thần học Luân Lý. Trở về Việt Nam, ông tiếp tục công việc giảng dạy tại Đại chủng viện.
Tháng 11 năm 2002, Tòa Thánh bổ nhiệm linh mục Stêphanô Tri Bửu Thiên làm giám mục phó Cần Thơ. Lễ tấn phong diễn ra sau đó vào tháng 2 năm 2003. Ông kế vị chức giám mục Cần Thơ vào tháng 10 năm 2010, sau khi giám mục Lê Phong Thuận từ trần. Giám mục Tri Bửu Thiên được ghi nhận về phong cách sống cũng như hành xử bình dân đối với mọi người. Trăn trở của ông trong vai trò giám mục là loan truyền Kinh Thánh trong đời sống giáo dân và đào tạo hàng giáo sĩ. Ông cũng tích cực tham gia các hoạt động liên quan đến vấn đề đối thoại liên tôn.

## Tu nghiệp và thời kỳ linh mục
Giám mục Stêphanô Tri Bửu Thiên sinh ngày 15 tháng 2 năm 1950 tại Trà Long, Tân Long, Sóc Trăng (nay thuộc xã Tân Long, huyện Thạnh Trị, tỉnh Sóc Trăng), thuộc Giáo phận Cần Thơ. Song thân là ông Remi Tri Văn Hiền và bà Anna Huỳnh Kim Khóa. Bản thân Giám mục Tri là một trong bảy người con trong gia đình có năm trai và hai gái. Cậu bé Thiên nhận Bí tích Rửa Tội cùng vào năm 1950, trong khi nhận Bí tích Thêm Sức vào năm 12 tuổi, tức năm 1962. Tại gia đình, trước khi đi theo con đường tu trì, ông thường cấy lúa phụ giúp gia đình. Nói về bản thân, ông cho biết Tôi là Hai lúa, một nông dân của Miền Tây Nam bộ cũng như thừa nhận mình là giám mục nhà quê. Nói về món ăn yêu thích từ thuở ấu thơ, ông cho biết là món Súp xá bấu, vốn là một món ăn chỉ gồm món củ cải được muối mặn theo cách thức của người Hoa và nấu với sườn heo.
Gia đình cậu bé Tri Bửu Thiên cư ngụ phía sau nhà dòng Chúa Cứu Thế. Thuở thiếu thời, cậu Thiên đảm nhận công việc giúp lễ ở Đền Đức Mẹ Hằng Cứu Giúp. Người dẫn dắt cậu đến với con đường tu trì là thầy Fidel, theo cách gọi của cậu. Hằng năm, Tri Bửu Thiên đều về nơi đây để cảm tạ Mẹ Maria và tri ân người thầy Fidel của mình. Thầy Fidel của cậu bé Thiên vốn là người hỗ trợ trong phòng thánh của đền Đức Mẹ Hằng Cứu Giúp.
Chủng sinh Thiên hoàn thành chương trình Tiểu chủng viện tại Tiểu chủng viện Cần Thơ, sau đó tiếp tục việc học các môn triết và thần học tại Giáo hoàng Học viện Thánh Piô X Đà Lạt trong khoảng từ năm 1971 đến năm 1977. Theo nguồn tin Giáo phận Cần Thơ, chủng sinh Thiên theo học tại Học viện Piô từ năm 1972 đến năm 1977, và nhận chức Phó tế năm 1980 tại Đại chủng viện Thánh Quý, Cái Răng. Phó tế Stêphanô Tri Bửu Thiên được thụ phong linh mục vào ngày 22 tháng 7 năm 1987, thuộc linh mục đoàn Giáo phận Cần Thơ, bởi Giám mục Emmanuel Lê Phong Thuận. Sau khi được truyền chức linh mục, tân linh mục Thiên được bổ nhiệm đảm nhiệm vai trò linh mục quản họ Xuân Hòa. Sau khoảng thời gian đầu thời kỳ linh mục tại Xuân Hòa, năm 1991, ông được thuyên chuyển làm Giáo sư Đại chủng viện Thánh Quý. Ba năm sau đó, linh mục Tri Bửu Thiên được chọn cử đi du học tại Giáo hoàng Ðại học Urbaniana ở Roma và tốt nghiệp Tiến sĩ Thần học Luân Lý. Ông hoàn thành việc du học vào năm 1998 và trở về Việt Nam đảm nhận vai trò giáo sư thần học tại Đại chủng viện Thánh Quý Cần Thơ. Theo thông tin từ Giáo phận Cần Thơ, linh mục Thiên đảm trách vai trò tại Xuân Hòa trong tư cách chính xứ cho đến năm 1992, sau đó làm linh mục giáo sư Đại chủng viện cho đến năm 1994. Linh mục Thiên theo học tại Rôma từ năm 1994 cho đến năm 1999. Từ năm 1999 cho đến năm 2007 (kể cả sau khi là giám mục), ông là linh mục giáo sư thường trực của Đại chủng viện Thánh Quý và là chính xứ Cái Răng, giáo phận Cần Thơ.

## Giám mục phó Cần Thơ
Ngày 26 tháng 11 năm 2002, Tòa Thánh thông báo bổ nhiệm linh mục Stêphanô Tri Bửu Thiên giám mục phó giáo phận Cần Thơ. Cùng trong đợt bổ nhiệm này, Tòa Thánh còn bổ nhiệm tân giám mục Giáo phận Hải Phòng Giuse Vũ Văn Thiên. Việc bổ nhiệm này là kết quả của cuộc gặp thứ 12 của phái đoàn Tòa Thánh và chính phủ Việt Nam.
Ngày 18 tháng 2 năm 2003, lễ tấn phong cho tân giám mục Stêphanô Tri Bửu Thiên được cử hành với nghi thức tấn phong bởi chủ phong là giám mục chính tòa Cần Thơ Emmanuel Lê Phong Thuận, tại Đại chủng viện Thánh Quý Cần Thơ. Hai vị phụ phong là giám mục Giuse Ngô Quang Kiệt, giám mục chính tòa Giáo phận Lạng Sơn và Cao Bằng và Giám mục Phêrô Nguyễn Văn Nho, giám mục phó Giáo phận Nha Trang. Lễ tấn phong có sự tham gia của Tổng giám mục Tổng giáo phận Thành phố Hồ Chí Minh Gioan Baotixita Phạm Minh Mẫn và 17 giám mục khác, khoảng 300 linh mục từ khắp các giáo phận cũng tham gia đồng tế. Khoảng 8.000 giáo dân đã tham gia lễ truyền chức cho tân giám mục. Khẩu hiệu của giám mục Tri Bửu Thiên là Đến với muôn dân, lấy từ tựa đề của Sắc lệnh Truyền giáo của Công đồng Vatican II.
Từ năm 2004, giám mục Thiên giữ chức Chủ tịch Ủy ban Thánh Nhạc trực thuộc Hội đồng Giám mục Việt Nam và được tái cử chức vụ này trong nhiệm kỳ thứ hai, đảm nhận vai trò này đến năm 2010. Cuối tháng 9 năm 2004, giám mục Stêphanô Thiên viết thư ngỏ với tư cách Chủ tịch Ủy ban Thánh Nhạc để nói lên một số bất cập trong việc sử dụng các bài hát trong cử hành nghi lễ Công giáo: thánh nhạc bị lãng quên, thiếu đồng bộ và thiếu tính cộng đồng. Đồng thời, ông đề nghị các giám mục khác thực hiện một số công việc liên quan đến thánh nhạc như: thành lập ủy ban phụ trách thánh nhạc ở các giáo phận, phê chuẩn các bài hát sử dụng trong phụng vụ nghi lễ cùng nêu lên một số tiêu chuẩn của thánh nhạc.
Tháng 6 năm 2008, giám mục Tri Bửu Thiên có bài thuyết giảng tại Đại hội Thánh Thể tại Tổng giáo phận Atlanta, Hoa Kỳ. Trong một cuộc gặp gỡ trước khi dự lễ tấn phong tân giám mục giáo phận Bắc Ninh Cosma Hoàng Văn Đạt, một ít người cùng dự bữa ăn cùng ông ghi nhận việc vị giám mục Cần Thơ việc di chuyển của mình khi cần về Thành phố Hồ Chí Minh đó là đi xe đò cao tốc. Ông cho biết việc đi xe đò thuận lợi, đúng giờ và tiết kiệm chi phí hơn so với việc dùng phương tiện là xe hơi cá nhân. Trong trường hợp kẹt xe, ông có thể chọn phương án di chuyển bằng xe ôm hoặc đi bộ. Trong thời gian từ ngày 21 tháng 6 đến ngày 4 tháng 7 năm 2009, Tri Bửu Thiên cùng các giám mục Công giáo Việt Nam thực hiện chuyến đi hành hương nghĩa vụ giám mục Ad Limina. Trong chuyến đi này, ông được phân công đảm nhận vai trò phụ tá lĩnh vực ngoại giao.

## Giám mục chính tòa Cần Thơ

### Giai đoạn 2010 – 2014
Ngày 17 tháng 10 năm 2010, giám mục Tri Bửu Thiên kế nhiệm làm Giám mục chính tòa Giáo phận Cần Thơ sau khi giám mục chính tòa Emmanuel Lê Phong Thuận qua đời. Ngay sau khi chính thức quản lý giáo phận, giám mục Thiên quan niệm điều hành giáo phận theo tính đồng đoàn – tập thể nên ông quyết định bổ nhiệm linh mục Carôlô Hồ Bặc Xái, giám đốc Đại chủng viện Thánh Quý làm Tổng đại diện Giáo phận Cần Thơ, đồng thời thiết lập Ban cố vấn gồm 7 linh mục quản hạt cùng linh mục Tổng đại diện và thiết lập Hội đồng linh mục, theo quy định của Giáo luật. Ngoài 20 ủy ban giáo phận có sẵn ông cho thiết lập Ban Mục vụ Giáo phận để định hướng và hỗ trợ Hội đồng linh mục.
Trong giai đoạn từ năm 2010 đến năm 2012, giám mục Tri Bửu Thiên quản lý giáo phận theo các chủ đề "Thăng tiến Giáo phận": thăng tiến hàng giáo sĩ (2010), thăng tiến các hội đoàn (2011) và thăng tiến đời sống Kitô hữu (2012). Trong giai đoạn ba năm sau đó, từ năm 2013 đến năm 2016, ông quản lý giáo phân theo chủ đề Tân phúc âm hóa: Tân phúc âm hóa gia đình (2014), tân phúc âm hóa Cộng đoàn Giáo xứ – Dòng tu (2015) và tân phúc âm hóa Xã hội (2016).
Khoảng cuối tháng 4 năm 2011, giám mục Tri Bửu Thiên và giám mục Phaolô Nguyễn Thái Hợp đã ký bản kiến nghị xin chính quyền trao trả cơ sở từ thiện của các nữ tu Công giáo, vốn xây trên khu đất rộng 3.200 m². Theo các giám mục này, các nữ tu có quyền hợp pháp tại mảnh đất này vào năm 1876, chuyên dùng để thực hiện công tác từ thiện cho đến khi chính quyền đề nghị mượn năm 1976 để sử dụng làm trường học và bệnh viện. Tháng 2 năm 2010, nhận thấy các cơ sở đã xuống cấp và không còn được sử dụng, các nữ tu làm đơn xin lại cơ sở này, tuy vậy đơn này bị bác bỏ vì phía chính quyền Việt Nam cho rằng đây là tài sản của Nhà nước. Trước đó, tháng 10 năm 2010, chính quyền thông báo về việc sẽ đập bỏ cơ sở cũ xây một ngôi trường mới, đồng thời cũng cấp quyền sở hữu cho các viên chức của trường này. Hai giám mục cho rằng luật pháp đã không được tuân thủ và những việc này gây mất uy tín chính quyền, làm rộ lên làn sóng khiếu kiện đất đai tại Việt Nam.
Ngày 5 tháng 1 năm 2012, giám mục Tri Bửu Thiên khởi sự án tuyên phong Chân phước cho linh mục Phanxicô Xaviê Trương Bửu Diệp và khởi động tiến trình điều tra tại cấp giáo phận. Ngày 21 tháng 7 cùng năm, ông chủ sự nghi thức đặt viên đá đầu tiên công trình Trung tâm mục vụ Giáo phận Cần Thơ, vốn là việc mong muốn của nhiều đời giám mục tiền nhiệm. Hiện tượng mạo danh các giáo sĩ Công giáo, giáo phận, dòng tu xuất hiện trên Facebook, email gây ảnh hưởng đến các cá nhân, tổ chức bị mạo danh. Nhằm tránh các hiểu lầm, Tòa giám mục Cần Thơ ra thông cáo cuối tháng 9 năm 2015 nhằm khẳng định giám mục Tri Bửu Thiên không sử dụng và có bất cứ tài khoản Facebook nào.
Ngày 31 tháng 10 năm 2014, bộ phong thánh thuộc Giáo triều Rôma gửi thư xác nhận với giám mục Tri Bửu Thiên về tiến trình tuyên phong chân phước cho linh mục Trương Bửu Diệp rằng không có gì ngăn trở hồ sơ.

### Giai đoạn 2015 - nay

Giám mục Tri Bửu Thiên với một đạo hữu Cao Đài

Nhằm thực hiện thông điệp Laudato si' của Giáo hoàng Phanxicô về chủ đề môi trường, giám mục Stêphanô Tri Bửu Thiên triển phổ biến đến các giáo hạt chương trình "Người tín hữu Công giáo có ý thức và có hành vi tích cực bảo vệ môi trường, làm giảm biến đổi khí hậu". Ngày 20 tháng 9 năm 2015, giám mục Thiên chủ sự lễ kỷ niệm 60 năm thành lập Giáo phận Cần Thơ. Trong dịp này, ông cũng thực hiện nghi thức làm phép một số cơ sở thuộc Trung tâm Mục vụ Giáo phận Cần Thơ. Trước đó, ông chủ sự nghi thức đặt viên đá đầu tiên cho công trình này năm 2012 và công trình hoàn thành tháng 7 năm 2014.
Ngày 27 tháng 10 năm 2015, Stêphanô Tri Bửu Thiên tham gia đại hội Liên tôn lần V với chủ đề Bồi đắp văn hóa gặp gỡ, cuộc gặp này tổ chức tại Trung tâm Mục vụ Tổng giáo phận Thành phố Hồ Chí Minh. Từ ngày 16 đến 20 tháng 11 năm 2015, giám mục Stêphanô Thiên – phụ trách Đối thoại liên tôn và Đại kết của Hội đồng giám mục Việt Nam đến trung tâm Dòng Chúa Cứu Thế, Pattaya, Thái Lan, Văn phòng Đại kết và Liên tôn (OEIA) của Liên Hội đồng Giám mục Á châu để tham gia Hội nghị Giám mục về Liên tôn lần thứ sáu (BIRA VI) để kỷ niệm 50 năm Tuyên ngôn Nostra Aetate tại châu Á.
Ngày 30 tháng 11 năm 2015, phái đoàn đại diện chính quyền do Phó chủ tịch Ủy ban Trung ương Mặt trận Tổ Quốc Việt Nam Trần Thanh Mẫn cùng đoàn công tác của Ban chỉ đạo Tây Nam bộ, Thành ủy Cần Thơ và Tỉnh ủy Hậu Giang, Sóc Trăng, Bạc Liêu, Cà Mau đã đến thăm và chúc mừng giáo phận Cần Thơ nhân dịp giáo phận Cần Thơ kết thúc Năm Thánh Tâm kỷ niệm 60 thành lập giáo phận. Tại cuộc gặp, ông Mẫn đánh giá cao sự đóng góp của giáo phận với việc phát triển kinh tế, xã hội trong khu vực và mong rằng giáo phận tiếp tục vận động giáo dân sống tốt đời đẹp đạo, tham gia phát triển kinh tế xã hội. Giám mục Tri Bửu Thiên bày tỏ sự cảm ơn chính quyền các cấp quan tâm, tạo điều kiện thuận lợi để giáo phận sinh hoạt tôn giáo và hỗ trợ giáo dân thoát nghèo, ổn định cuộc sống. Chiều cùng ngày, linh mục Tổng đại diện Hồ Bặc Xái giới thiệu Kỷ yếu Giáo phận Cần Thơ và sáng ngày 1 tháng 12, lễ bế mạc chính thức do Hồng y Gioan Baotixita Phạm Minh Mẫn chủ tế được cử hành.
Trong hai ngày 19 và 20 tháng 12 năm 2015, Tri Bửu Thiên tham gia họp mặt Bề trên các hội dòng thuộc Giáo tỉnh Sài Gòn tại Trung tâm Mục vụ Tổng giáo phận Thành phố Hồ Chí Minh. Cùng tham dự cuộc họp có một số giám mục khác cùng các linh mục đặc trách tu sĩ và hơn 300 tu sĩ nam nữ thuộc 187 dòng tu, tu đoàn và tu hội. Tháng 3 năm 2016, giám mục Thiên ký vào bản thông cáo của Tòa giám mục Cần Thơ với nội dung làm rõ một số chi tiết liên quan đến việc xin tôn phong Chân phước cho linh mục Trương Bửu Diệp.
Các vấn đề mục vụ dưới thời giám mục Tri Bửu Thiên đạt được một số thành tựu nhất định: hoàn thành bản đồ giáo phận và 7 giáo hạt, thống kê về số lượng giáo dân. Việc tổ chức tôn kính Thánh Tâm và chầu Thánh Thể tại nhiều giáo xứ; phát hành tư liệu học hỏi giáo lý 5 phút vào mỗi Chúa nhật; kết nghĩa các họ đạo để hỗ trợ về tinh thần, vật chất và nhân sự, tái hiện thói quen đọc kinh tối trong gia đình của giáo dân; phát động phong trào làm sống lại đức tin Công giáo của các giáo dân rời xa giáo hội và thăm hỏi, mời người ngoài Công giáo tham gia các buổi lễ như lễ giáng sinh và truyền giáo. Ngoài ra, vấn đề giáo lý cũng được chú trọng: phát hành sách giáo lý các cấp học, nhiều sách giáo lý về các chủ đề khác nhau: Học Hỏi Để Gặp Gỡ Đức Giêsu Kitô, Kinh Tin Kính gia đình, Nghi thức sám hối Năm Đức Tin, 12 đề tài về Năm Đức Tin, Youcat – Giáo lý Hội thánh Công giáo cho người trẻ. Ngoài ra, giám mục Thiên trăn trở về vấn đề tác động cho giáo dân am hiểu thêm về Kinh Thánh, ứng dụng vào cuộc sống. Ông kêu gọi các linh mục chính sở mở các lớp về Thánh Kinh cho giáo dân tại giáo xứ của mình.
Giám mục Tri Bửu Thiên đồng tế lễ bế mạc kỷ niệm 50 năm phong trào Cursillo hoạt động tại Việt Nam vào ngày 21 tháng 10 năm 2017. Sáu ngày sau đó, ông tham gia Hội ngộ Liên tôn lần VII với chủ đề Đồng tâm kiến tạo nhân hòa. Đúng một năm sau đó, ngày 27 tháng 10 năm 2018, ông tham gia Hội ngộ Liên tôn lần VIII tổ chức tại Trung tâm Mục vụ Tổng giáo phận Thành phố Hồ Chí Minh với chủ đề Hiểu biết phụng sự nhân sinh. Tại chương trình hội ngộ lần này, ông góp phần với lời phát biểu khai mạc chương trình.
Từ ngày 19 đến ngày 21 tháng 2 năm 2019, giám mục Tri Bửu Thiên tham gia hội nghị Ðại hội Kinh Thánh toàn quốc. Tại đại hội, giám mục Thiên có bài chia sẻ với chủ đề Lời Chúa trong việc dạy Giáo lý.
Ngày 1 tháng 1 năm 2025, Văn phòng Báo chí Tòa Thánh công bố chấp thuận đơn từ nhiệm của Giám mục Tri Bửu Thiên, đồng thời thông tin việc kế nhiệm chức Giám mục chính tòa của Giám mục Phêrô Lê Tấn Lợi. Ông đã cử hành lễ tạ ơn kết thúc sứ vụ giám mục chính tòa vào chiều ngày 2 tháng 1 tại Nhà thờ chính tòa Cần Thơ.

## Nhận định
Xuân Thái viết trong bài viết Người môn đệ Hai Lúa, và một lần gặp mặt, rất ngắn đưa ra đôi lời nhận định về giám mục Tri Bửu Thiên:
| “ | Rất là ngại và sẽ thật là chán, nếu chỉ phải nghe những lời tán tụng kiểu khen phò mã tốt áo, nhưng thực sự, phong cách đặc trưng của người nông dân Miền Tây là tính bộc trực, giản dị và dễ gần, là những điều dễ nhận thấy và không thể lẫn vào đâu được nơi vị Giám mục khả kính. Dù không có dịp được trò chuyện trực tiếp, nhưng phong thái ấy vẫn luôn tự thân toát ra và bao phủ cả không gian nơi Ngài có mặt. Ai cũng dễ dàng cảm nhận những điều này. | ” |

Linh mục Văn Chính, S.D.B. viết trong bài viết đề cập đến chủ đề Linh mục ước mong gì nơi chủ chăn và Giám mục mong tạo tình thân thế nào với các linh mục của mình? đã đưa ra nhận định:
| “ | Với cung cách khiêm tốn tự coi mình là Giám mục "miệt vườn", Đức Giám Mục Tri Bửu Thiên cũng muốn hòa mình với các linh mục để trở thành người "anh em" giữa các linh mục. Ngay cả đối với bà con giáo dân: lối gọi "bác", "chú", "thím"...và xưng "con" quen dùng nơi ngài cũng là những cách hành xử để trở nên gần gũi, thân thiện với họ, xóa đi hàng rào ngăn cản vốn dễ nảy sinh cách tự nhiên giữa vị chủ chăn và những người cộng tác, những người thuộc quyền. | ” |

## Tông truyền
Linh mục Tri Bửu Thiên được tấn phong Giám mục năm 2003, thời Giáo hoàng Gioan Phaolô II, bởi:
- Chủ phong: Emmanuel Lê Phong Thuận, Giám mục chính tòa Giáo phận Cần Thơ.
- Hai vị Phụ phong: Giám mục Giuse Ngô Quang Kiệt, Giám mục chính tòa Giáo phận Lạng Sơn và Cao Bằng và Giám mục Phêrô Nguyễn Văn Nho, Giám mục Phó Giáo phận Nha Trang.

Giám mục Stêphanô Tri Bửu Thiên là Chủ phong trong nghi thức truyền chức cho Giám mục:
- Năm 2023, Giám mục Phêrô Lê Tấn Lợi, hiện đang là Giám mục chính tòa Giáo phận Cần Thơ.

Giám mục Stêphanô Tri Bửu Thiên là Phụ phong trong nghi thức truyền chức cho các Giám mục:
- Năm 2007, Giám mục Giuse Đặng Đức Ngân, hiện đang là Tổng Giám mục Tổng giáo phận Huế.
- Năm 2008, Giám mục Phêrô Nguyễn Văn Khảm, hiện đang là Giám mục chính tòa Giáo phận Mỹ Tho.
- Năm 2014, Giám mục Giuse Trần Văn Toản, hiện đang là Giám mục chính tòa Giáo phận Long Xuyên.
- Năm 2015, Giám mục Phêrô Huỳnh Văn Hai, hiện đang là Giám mục chính tòa Giáo phận Vĩnh Long.
- Năm 2016, Giám mục Emmanuel Nguyễn Hồng Sơn, hiện đang là Giám mục chính tòa Giáo phận Bà Rịa.

Dưới đây là sơ đồ tính Tông truyền từ Giám mục Việt Nam đầu tiên được Giám mục ngoại quốc chủ phong cho đến đời Giám mục Tri Bửu Thiên.